# 11120 Pancaldi
11120 Pancaldi (1996 QD1) là một tiểu hành tinh vành đai chính.